# Capitolio (métro de Caracas)
Pour les articles homonymes, voir Capitolio.
Capitolio est une station de la ligne 1 du métro de Caracas, inaugurée le 2 janvier 1983 avec la ligne. Elle est en correspondance aisée avec la ligne 2 à la station El Silencio.